# Kleiton & Kledir
Kleiton & Kledir é uma dupla brasileira formada pelos irmãos Kleiton Alves Ramil (Pelotas, 23 de agosto de 1951) e Kledir Alves Ramil (Pelotas, 21 de janeiro de 1953). Ambos são irmãos do também músico Vitor Ramil e primos do também músico Pery Souza.

## História
Os irmãos começaram a estudar música muito cedo e juntamente a três amigos, formaram na década de 1970, a banda Almôndegas, onde lançaram quatro discos, uma infinidade de shows e a mudança para o Rio de Janeiro. Quando o grupo se dissolveu, os irmãos decidiram prosseguir a carreira em dupla.
Em 1980, é lançado o primeiro álbum da dupla. O sucesso foi imediato e os shows atraíam muitos por todo o Brasil. Lançaram cinco álbuns (mais um em espanhol) o que lhes rendeu disco de ouro e shows nos Estados Unidos, Europa e América Latina. Gravaram em Los Angeles, Nova Iorque, Lisboa, Paris, Miami e Buenos Aires. Suas composições foram gravadas por Simone, Nara Leão, MPB4, Caetano Veloso, Xuxa, Fafá de Belém, Nenhum de Nós, Zizi Possi, Ivan Lins, Chitãozinho & Xororó, Zezé Di Camargo & Luciano, Leonardo, Belchior, Emílio Santiago, Claudia Leitte e muitos outros. Também pelo mundo afora suas músicas ganharam versões de grandes artistas, como os argentinos Mercedes Sosa e Fito Páez, a cantora portuguesa Eugénia Melo e Castro e a japonesa Chie Sawaguchi.
A dupla trouxe definitivamente para a cultura brasileira a nova música gaúcha. Eternizaram um sotaque diferente, uma maneira própria de falar e cantar, com termos até então desconhecidos como "deu pra ti" e "tri legal". Segundo um crítico da época, parecia "uma dupla de ingleses, cantando numa língua que lembra o português"[carece de fontes?]. Acabaram se transformando em símbolos do gaúcho contemporâneo, do homem moderno do sul do Brasil, o que fez com que o governo do estado lhes conferisse o título de "Embaixadores Culturais do Rio Grande do Sul"[carece de fontes?].
Em 1987, apesar de tanto sucesso, a dupla resolveu se separar. Após sete anos, retomaram a carreira e lançam os álbuns Dois, em 1997, e Clássicos do Sul, em 1999. Estiveram em Paris apresentando uma série de shows no Museu do Louvre e viajaram duas vezes em turnê pelos Estados Unidos. Em 2002, foram homenageados no Carnaval do Rio de Janeiro pela escola de samba Caprichosos de Pilares, que desfilou com um enredo inspirado na canção "Deu pra Ti".
Em 2005, é lançado o primeiro álbum ao vivo e o primeiro DVD da carreira da dupla, intitulado apenas de Ao Vivo, gravado nos dias 2 e 3 de setembro daquele ano no Salão de Atos - PUCRS, em Porto Alegre e produzido por Paul Ralphes. O show de gravação contou com a participação de Vitor Ramil nas músicas "Estrela, Estrela" e "Vento Negro", O álbum recebeu o Prêmio TIM de Melhor Disco do Ano, na categoria Canção Popular.
Em 2009, lançam o oitavo álbum de estúdio e o segundo DVD da carreira, Autorretrato, com 13 músicas inéditas. Sua versão em DVD, além das músicas, traz as histórias que permeiam suas criações, contando um pouco da vida da dupla. A faixa-título do álbum é uma conversa entre dois amigos, onde cada um desabafa e revela seus segredos.
Em 2011, é lançado Par ou Ímpar, seu primeiro álbum infantil. Após este álbum, a dupla gravou o segundo álbum ao vivo e o terceiro DVD da carreira, Par ou Ímpar ao Vivo, em parceria com o Grupo Tholl e com a participação de Fabiana Karla. O álbum recebeu o Prêmio da Música Brasileira como Melhor Álbum Infantil, durante cerimônia no Theatro Municipal do Rio de Janeiro, em 12 de junho de 2013, e o Prêmio Açorianos de Melhor CD Infantil, em Porto Alegre, dia 25 de junho de 2013.
Em 2015, é lançado o álbum Com Todas as Letras, com as participações de grandes escritores gaúchos como parceiros nas composições inéditas. Entre os escritores estão: Caio Fernando Abreu, Luis Fernando Verissimo, Martha Medeiros, Fabrício Carpinejar, Letícia Wierzchowski, Daniel Galera, Paulo Scott, Cláudia Tajes, Alcy Cheuiche e Lourenço Cazarré. O disco é indicado ao Prêmio Açorianos nas categorias Álbum e Compositor de MPB.
Em 2018, a dupla regravou um de seus maiores sucessos, a canção "Paixão", lançada como single nos streamings e incluída na trilha sonora da novela Orgulho e Paixão, da TV Globo.

## Discografia

### Álbuns de estúdio
- (1980) Kleiton & Kledir
- (1981) Kleiton & Kledir
- (1983) Kleiton & Kledir
- (1984) Kleiton & Kledir
- (1986) Kleiton & Kledir
- (1997) Dois
- (1999) Clássicos do Sul
- (2009) Autorretrato (também lançado em DVD)
- (2011) Par ou Ímpar
- (2015) Com Todas as Letras

### Álbuns ao vivo
- (2005) Ao Vivo (também lançado em DVD)
- (2012) Par ou Ímpar - Ao Vivo (com Grupo Tholl) (também lançado em DVD)

## Prêmios e indicações

### Prêmio Açorianos
| Ano  | Categoria         | Indicação                              | Resultado |
| ---- | ----------------- | -------------------------------------- | --------- |
| 2005 | DVD do Ano        | Ao Vivo                                | Indicado  |
| 2009 | DVD do Ano        | Autorretrato                           | Venceu    |
| 2009 | Compositor de MPB | Kleiton & Kledir                       | Indicado  |
| 2011 | Disco Infantil    | Par ou Ímpar                           | Indicado  |
| 2012 | Disco Infantil    | Par ou Ímpar ao Vivo (com Grupo Tholl) | Venceu    |
| 2012 | DVD do Ano        | Par ou Ímpar ao Vivo (com Grupo Tholl) | Indicado  |
| 2014 | Compositor de MPB | Kleiton & Kledir                       | Indicado  |
| 2014 | Álbum de MPB      | Com Todas as Letras                    | Indicado  |